# Acigné
Acigné (Gallo: Aczeinyae) là một xã của tỉnh Ille-et-Vilaine, thuộc vùng Bretagne, miền tây bắc nước Pháp.